# Russange
Russange  (deutsch Rüssingen, luxemburgisch Réisseng) ist eine französische Gemeinde mit 1257 Einwohnern (Stand 1. Januar 2022) im Département Moselle in der Region Grand Est (bis 2015 Lothringen). Sie gehört zum Arrondissement Thionville.

## Geographie
Der Ort liegt an der oberen Alzette an der luxemburgischen Grenze auf einer Höhe zwischen 294 und 415 m über dem Meeresspiegel, etwa 14 km nordwestlich von Fontoy (deutsch Fentsch). Das Gemeindegebiet umfasst 3,46 km².

## Geschichte
Ältere Ortsnamen sind Rucenge (1195), Reusange (1225), Ruizingen (1574) und Russingen (18. Jh.). Das Dorf gehörte zum Herzogtum Bar und wurde 1766 zusammen mit diesem von Frankreich annektiert.
Nach dem Frieden von Frankfurt vom 10. Mai 1871 kam Rüssingen zusammen mit 19 weiteren Orten von Französisch-Lothringen durch Gebietsaustausch an Deutschland, wo es dem Bezirk Lothringen im Reichsland Elsaß-Lothringen zugeordnet wurde.
Im Dorf gab es Eisenerzbergbau, eine Eisengießerei, Getreidebau und Viehzucht. Am 11. Oktober 1876 schloss das Deutsche Reich mit Luxemburg einen Staatsvertrag über den Bau und den Betrieb einer Eisenbahn von Esch an der Alzette nach Rüssingen und Audun-le-Tiche und von Rüssingen nach Redingen ab.
Nach dem Ersten Weltkrieg musste Rüssingen aufgrund der Bestimmungen des Versailler Vertrags 1919 an Frankreich abgetreten werden.

### Bevölkerungsentwicklung
| Jahr      | 1962 | 1968 | 1975 | 1982 | 1990 | 1999 | 2007 | 2019 |
| --------- | ---- | ---- | ---- | ---- | ---- | ---- | ---- | ---- |
| Einwohner | 1218 | 1163 | 1128 | 1036 | 1026 | 1068 | 1016 | 1273 |

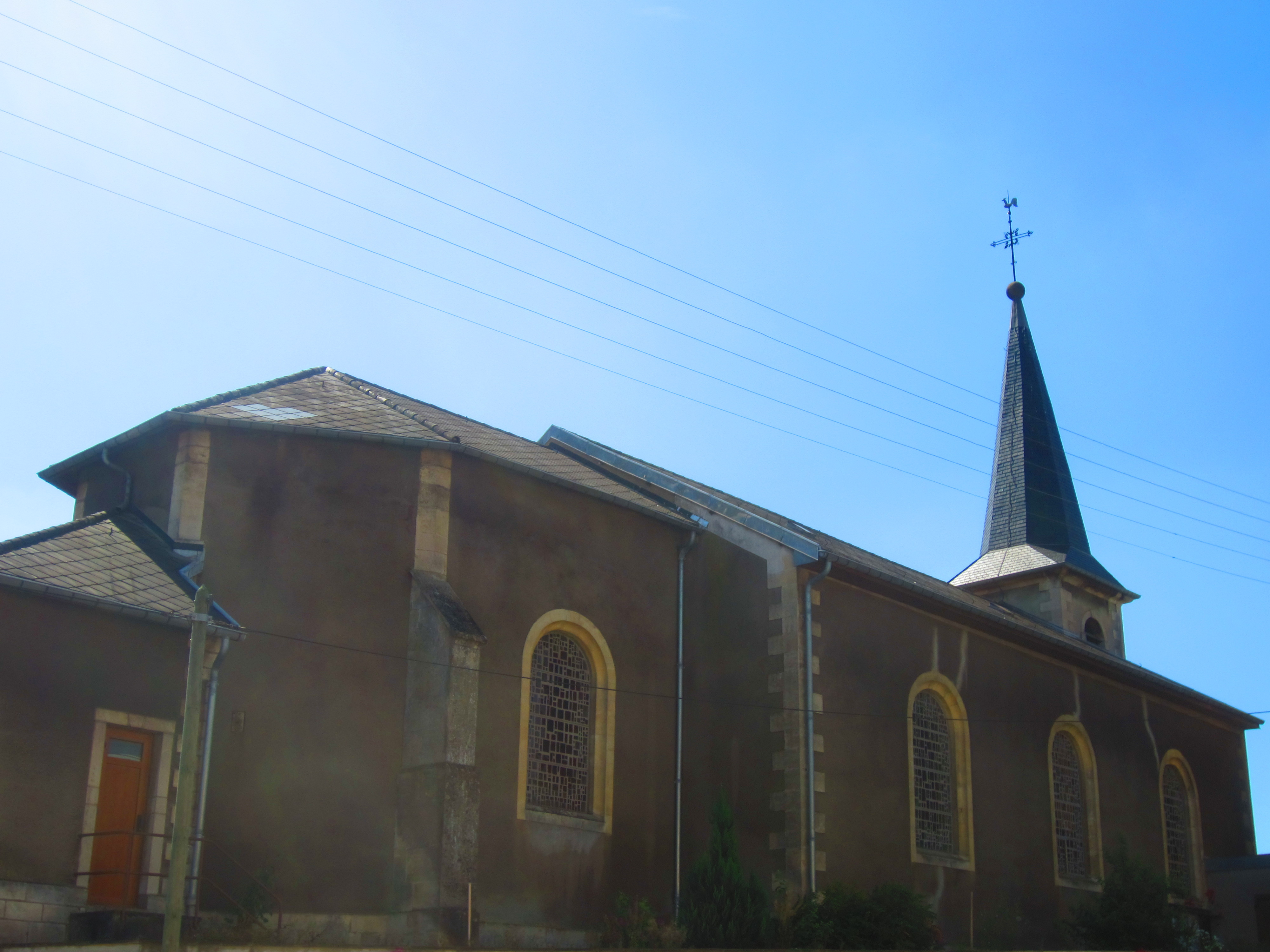
Kirche St. Lukas, erbaut 1742
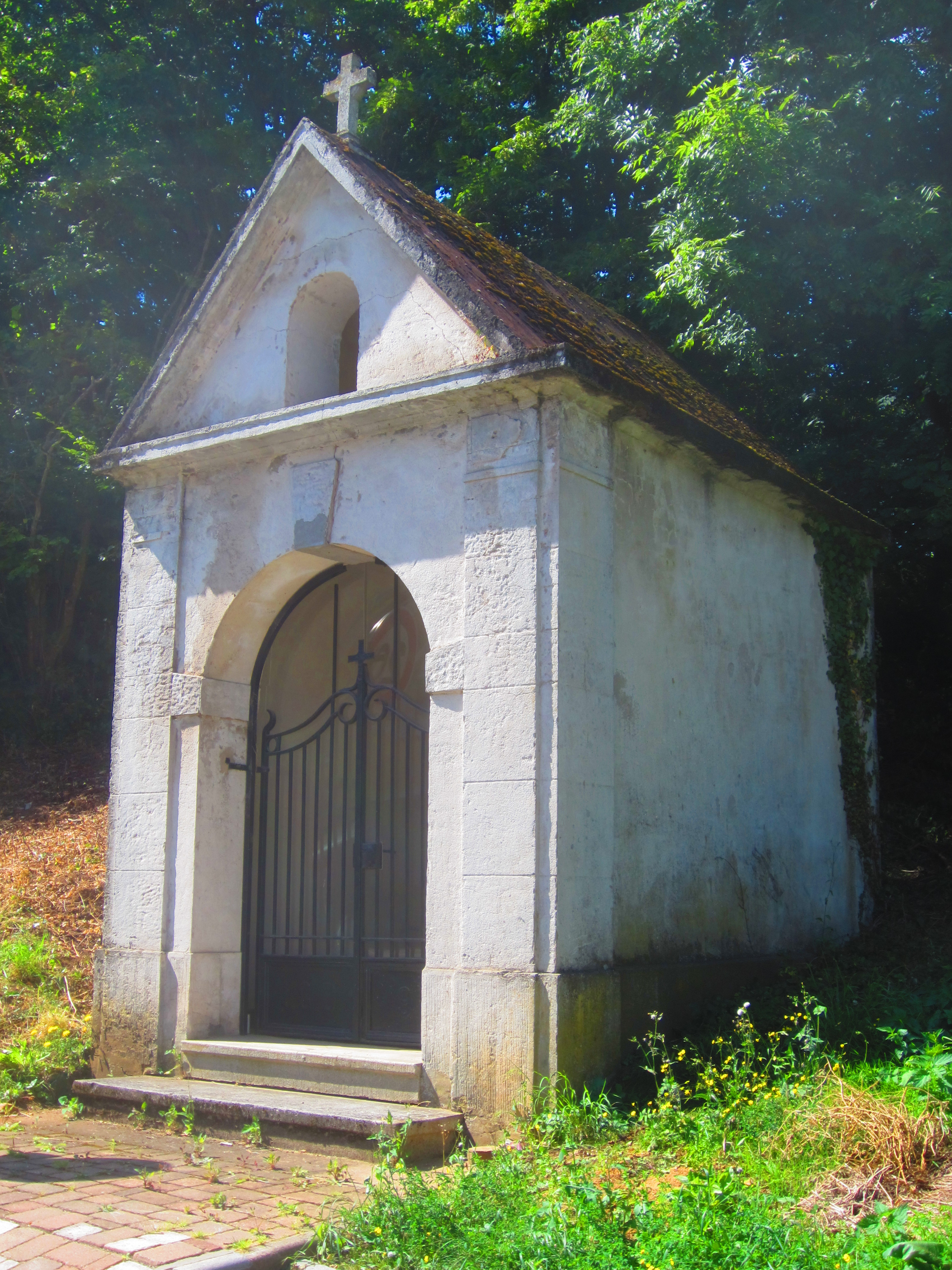
Namenlose Kapelle

## Wappen
Beschreibung Das Wappen ist in Silber und Rot geviert, ein rotes Schildlein wechselt mit einem goldenen Mauerankerkreuz.